# Guiressum

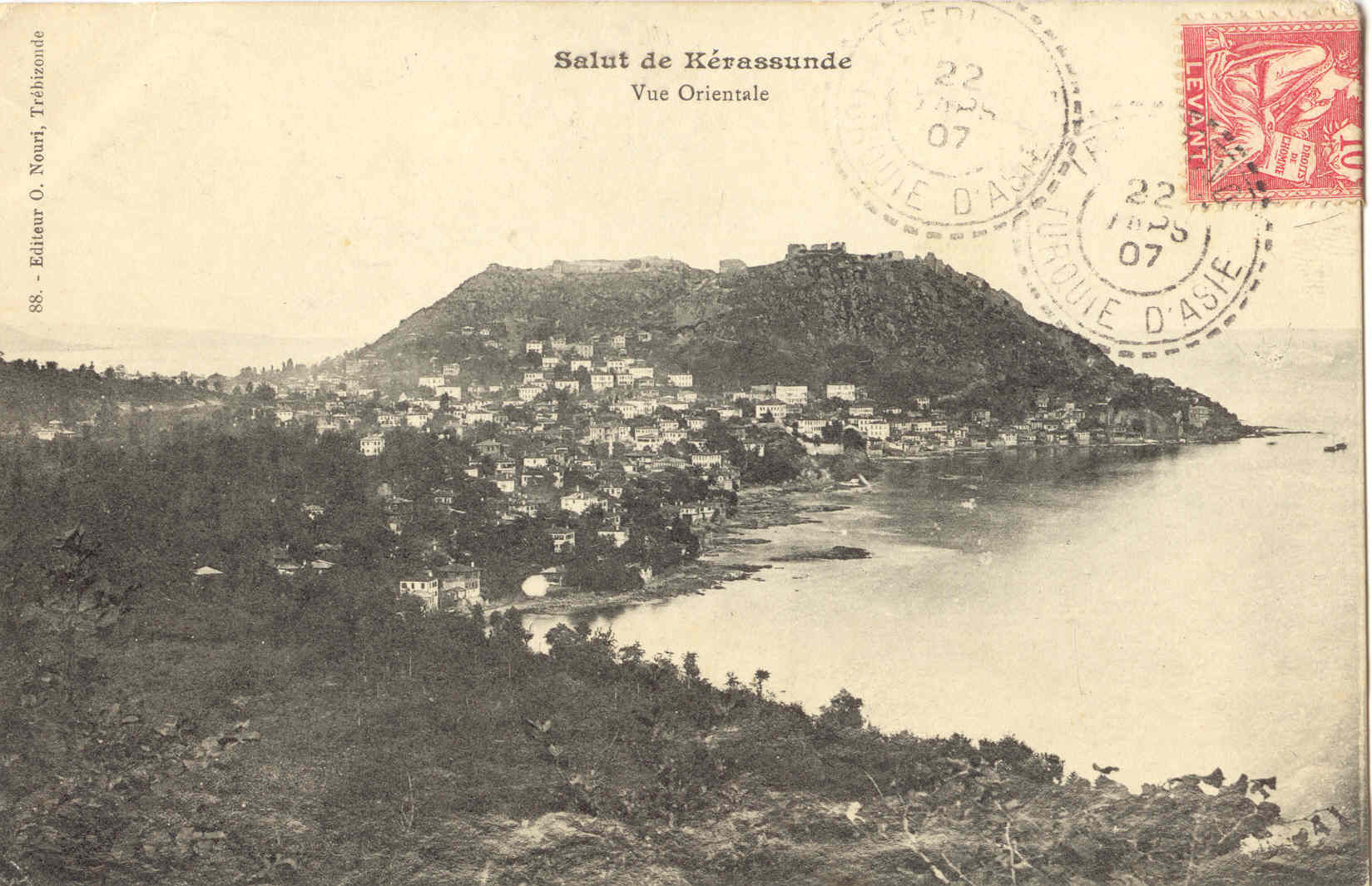
Postal de Kerassunde nos primeiros anos do século XX

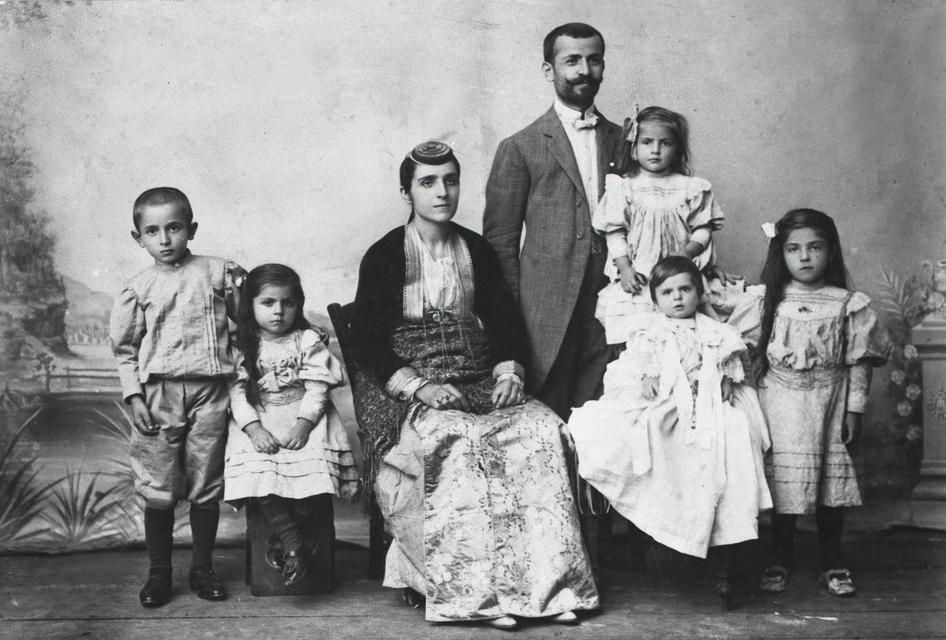
Família de gregos pônticos de Kerasounta em 1910

Guiressum (em turco: Giresun) é uma cidade e distrito (em turco:  ilçe) do nordeste da Turquia. É capital da província homónima e faz parte da região do Mar Negro. O distrito tem 376 km² de área e em dezembro de 2021 tinha 143 503 habitantes (densidade: 381,7 hab./km²), dos quais 122 787 na cidade.

## Etimologia
A cidade foi conhecida por inúmeros nomes e grafias ao longo da história. Os gregos da Antiguidade chamaram-lhe Pharnacia (Farnácia) ou Pharnakeia (Farnáquia[carece de fontes?] ou Farnaceia) ou Choerades, posteriormente surgiu a designação Kerasous (ou Kerasus; em latim: Cerasus), ou ainda Kerason, Kerassounta, Kerassonte, Kerasunde, Cerasonte, Giraprinos ou Yero Prinos (γέρο πρίνος).
Keras significa "corno" em grego, com o sentido de península e ounta é um sufixo toponímico. Segundo o investigador Özhan Öztürk, o povoado do cabo Zéfiro, próximo da cidade, é mais antigo que esta e o seu nome Giraprinos ou Yero Prinos, que significa "carvalho velho", é uma tradução básica do nome nativo cólquio ou laz. O nome teria depois mudado para Kerasunt, por vezes escrito Kérasounde ou Kerassunde.
As palavras cereja em português, cerise em francês, cereza em castelhano, cerasa em napolitano têm origem no grego clássico (κερασός) (cerejeira), que é identificado com a cidade de Cerasus. Segundo Plínio, o Velho (23–79), as primeiras cerejas conhecidas em Roma foram levadas de Ceraso por Lúculo (118–57 a.C.).[carece de fontes?]

## Apresentação
Situada à beira do mar Negro, numa zona de montanhas verdejantes, a região em volta é rica em termos agrícolas, produzindo grande parte das avelãs da Turquia. Outras produções importantes são nozes, cerejas, couro e madeira. Esses produtos são exportados pelo porto de Guiressum desde há muito. O porto foi ampliado na década de 1960 e a cidade, apesar de não ser grande para os padrões do país, ainda é um centro portuário e de comércio para as regiões vizinhas. O centro da cidade é constituído basicamente por uma avenida que conduz ao porto e onde se concentra o comércio.
Como em toda a região do mar Negro, a chuva é abundante e a humidade é elevada ao longo de todo o ano. Também é frequente nevar no inverno, em média uma ou duas semanas por ano, entre dezembro e março, por vezes intensamente. As temperaturas extremas, altas ou baixas são raras. Em resultado do clima, de tipo oceânico (Cfb/Cfa na classificação de Köppen) , tanto a cidade como os campos em volta é coberta de vegetação luxuriante. Mal se sai da zona urbana entra-se na área de cultivo de avelãs. Um pouco mais longe há pastagens de montanha (yayla) de grande beleza paisagística.
Como no resto da costa turca do mar Negro, a água do mar tende a ser fria durante todo o ano, oscilando entre os 8 e os 20 °C.

## História
A história de Guiressum remonta ao final do século VI a.C., quando colonos gregos de Sinope ali se estabeleceram. A cidade foi fundada pelo rei Farnaces I do Ponto c. 180 a.C. após ter conquistado a região, transferindo para lá cidadãos originários de Kotyora (atual Ordu). O nome da cidade aparece pela primeira vez como Kerasus na obra Anábase de  Xenofonte (430–354 a.C.) Os registos históricos revelam que a cidade foi dominada por Mileto, persas, romanos, bizantinos e pelo Império de Trebizonda.
As partes mais antigas da cidade situam-se numa península dominada por uma fortaleza bizantina arruinada, que abriga um pequeno porto natural. Nas proximidades, a 4,2 km da costa, situa-se a ilha de Guiressum, chamada Aretias, Ares, Areos Nesos, (Αρητιας νήσος ou Αρεώνησος) ou Puga na Antiguidade, a única ilha turca no mar Negro de dimensão apreciável.
Plínio, o Velho chamou a esta ilha Chalceritis (feita de bronze), e a identifica com a ilha de Ares, de onde saíam aves para atacar os estranhos com suas asas.
A ilha de Ares, na lenda dos Argonautas, tinha um templo a Ares construído pelas rainhas amazonas Otrera e Antíope, no qual havia uma pedra negra sobre a qual as amazonas sacrificavam cavalos, antes de irem à guerra. Esta ilha era habitada por aves semelhantes às que habitaram o lago Estínfalo.
Atualmente ainda são praticados ritos de fertilidade na ilha, que embora agora se apresentem como uma prática popular, na realidade esta é a continuação de uma celebração com 4 000 anos de história.
Durante a Idade Média, Kerasunt pertenceu ao Império Bizantino e foi depois a segunda cidade do Império de Trebizonda. A partir de 1244, os turcos seljúcidas do Sultanato de Rum instalaram-se na região, que algumas vezes ali enfrentaram as hordas mongóis. No entanto, a cidade permaneceu no Império de Trebizonda. Em setembro de 1301, Aleixo II de Trebizonda derrotou os turcos "Koustoganes" em Kerasus, uma vitória de importância vital, pois se a cidade tivesse caído, os Turcos ganhariam acesso privilegiado ao mar e os dias do Império Trapezuntino estariam contados. Depois de 1301, Aleixo construiu uma fortaleza sobre o porto, cujas ruínas ainda hoje existem.
Entre 1398 e 1400 esteve brevemente sob o domínio do beilhique ou Emirado de Chalybia [en] (Hacıemiroğlu). Finalmente, em 1461, toda a costa foi integrada no Império Otomano pelo sultão Maomé II, o Conquistador. No entanto, os bizantinos mantiveram a ilha durante sete anos após a queda de Trebizonda, apesar da ameaça dos otomanos.